# Padina (Buzău)
Padina is een Roemeense gemeente in het district Buzău. Padina telt 4.111 inwoners (peildatum 2011).

## Bevolking
In 2011 telde Padina 4.111 inwoners, een jaarlijkse daling van 1,72% vergeleken met 4.854 inwoners op 18 maart 2002. Onder de 4.111 inwoners waren er 1.985 mannen en  2.126 vrouwen. Van de 4.111 inwoners waren er 640 jonger dan 15 jaar (15,6%), 2.326 inwoners waren tussen de 15-64 jaar (54,4%) en 1.235 inwoners waren 65 jaar of ouder (30%). 
De grootste etnische groep vormden de etnische Roemenen (3.850 personen, oftewel 98,3%), gevolgd door een kleine minderheid van Roma (66 personen, oftewel 1,7%).